# د. برينرد هولمز
د. برينرد هولمز (بالإنجليزية: D. Brainerd Holmes)‏ هو مهندس وشخصية أعمال أمريكي، ولد في 24 مايو 1921 في بروكلين في الولايات المتحدة، وتوفي في 11 يناير 2013 في ممفيس في الولايات المتحدة.